# Methylester kyseliny chlorné
Methylester kyseliny chlorné je nejjednodušším esterem kyseliny chlorné; tuto nestálou sloučeninu lze získat reakcí kyseliny s methanolem.
Poprvé tuto látku připravil Traugott Sandmeyer v 80. letech 19. století.
Methylester kyseliny chlorné se vytváří v atmosféře Země reakcí radikálů ClO a CH3OO, jedná se tak o látku významně se podílející na poškozování ozonové vrstvy.